# Itamar Franco
Itamar Augusto Cautiero Franco (phát âm tiếng Bồ Đào Nha: [itamaɾ fɾɐku], 28 tháng 6 năm 1930 – 2 tháng 7 năm 2011) là một chính khách Brasil, từng là Tổng thống thứ 33 của Brasil từ ngày 29 tháng 12 năm 1992 đến ngày 1 tháng 1 năm 1995. Ông đã từng là Phó Tổng thống của Brasil từ năm 1990 cho tới khi Tổng thống Fernando Collor de Mello từ chức. Trong suốt sự nghiệp chính trị lâu dài, ông Franco cũng từng làm Thượng nghị sĩ, Thị trưởng, Đại sứ và Thống đốc. Vào thời điểm ông qua đời, ông là Thượng nghị sĩ của Minas Gerais, đã giành chức vụ trong cuộc bầu cử năm 2010.

## Tiểu sử và hoàn cảnh gia đình
Franco đã được sinh non trên biển, trên một con tàu đi du lịch giữa Salvador và Rio de Janeiro, được đăng ký ở Salvador.  Về phía cha, ông thuộc dòng dõi Đức gốc (gia đình Stiebler từ Minas Gerais), trong khi phía mẹ là người Ý, với cả hai ông bà ngoại của ông di cư sang Brasil từ Ý. Tên mẹ của ông là "Itália", có nghĩa là "Italia" trong tiếng Bồ Đào Nha. Cha của Franco đã chết trước khi sinh.
Gia đình ông đến từ Juiz de Fora, Minas Gerais, nơi ông lớn lên và trở thành kỹ sư xây dựng năm 1955, tốt nghiệp trường Kỹ thuật của Juiz de Fora.

## Sự nghiệp

### Trước khi trở thành Phó tổng thống

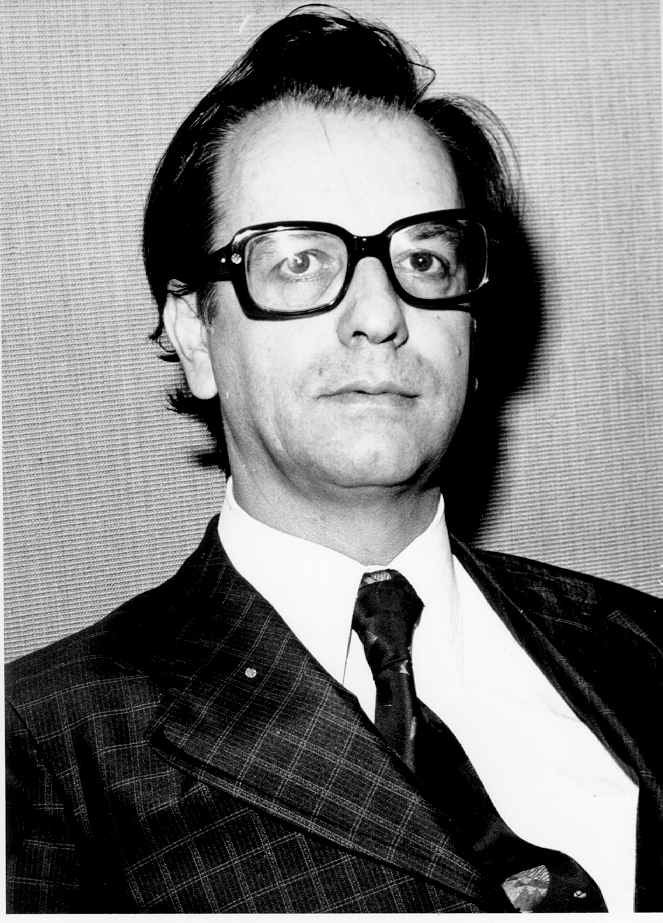
Franco những năm 1970

Tham gia chính trị vào giữa những năm 1950, Franco lần đầu tiên giữ chức vụ thị trưởng và phó thị trưởng của Juiz de Fora, trước khi được bầu làm thị trưởng (1967 đến 1971 và một lần nữa từ 1973 đến 1974). Ông từ chức thị trưởng vào năm 1974 và tranh cử thành công vào Thượng viện Liên bang, đại diện cho Minas Gerais. Ông nhanh chóng trở thành một nhân vật cấp cao trong Phong trào Dân chủ Brazil (Movimento Democrático Brasileiro, MDB), phe đối lập chính thức với chế độ quân sự cai trị Brazil từ năm 1964 đến năm 1985. Ông giữ chức phó lãnh đạo vào năm 1976 và 1977.
Tái đắc cử thượng nghị sĩ năm 1982, ông đã bị đánh bại trong nỗ lực được bầu làm thống đốc Minas Gerais năm 1986 với tư cách là ứng cử viên của Đảng Tự do (PL). Trong nhiệm kỳ của mình, ông là một trong những nhân vật chủ chốt của sáng kiến (sau đó đã thất bại) nhằm khôi phục ngay lập tức các cuộc bầu cử trực tiếp cho tổng thống. Trong nhiệm kỳ Thượng viện của mình, Franco từng là lãnh đạo PL trong phòng đó.
Với tư cách là thành viên của Quốc hội Lập hiến bắt đầu vào ngày 1 tháng 2 năm 1987, Franco đã bỏ phiếu cho việc cắt đứt quan hệ giữa Brazil và các quốc gia phát triển chính sách phân biệt chủng tộc (như trường hợp của Nam Phi khi đó), việc thành lập văn bản ủy quyền tập thể; trả thêm 50% cho thời gian làm thêm giờ sau một tuần làm việc bốn mươi giờ, hợp pháp hóa việc phá thai, thay đổi liên tục trong sáu giờ thông báo tỷ lệ thuận với thời gian phục vụ, sự đoàn kết của công đoàn, chủ quyền nhân dân, quốc hữu hóa lòng đất, quốc hữu hóa nền kinh tế hệ thống tài chính của một hạn chế thanh toán gánh nặng nợ nước ngoài và tạo ra một quỹ để hỗ trợ cải cách ruộng đất.
Trong khi đó, ông đã bỏ phiếu chống lại các đề xuất áp dụng lại án tử hình, xác nhận hệ thống tổng thống và kéo dài nhiệm kỳ của Tổng thống José Sarney, người mà ông phản đối và kêu gọi phế truất vì cáo buộc tham nhũng. Khi Franco trở thành tổng thống, Sarney lại trở thành một trong những đồng minh của ông .

### Phó tổng thống (1990–1992)

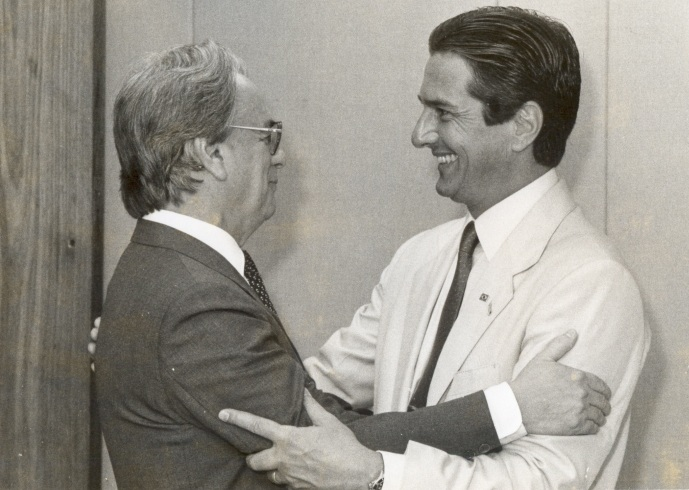
Franco và Tổng thống Fernando Collor de Mello

Năm 1989, Franco rời PL và gia nhập PRN nhỏ (Đảng Tái thiết Quốc gia) để được chọn làm người tranh cử với ứng cử viên tổng thống Fernando Collor de Mello. Lý do chính đằng sau sự lựa chọn của Franco là ông ta đại diện cho một trong những bang lớn nhất (trái ngược với Collor, người đến từ bang nhỏ Alagoas), và sự nổi tiếng mà ông ta có được trong lời kêu gọi luận tội Tổng thống José Sarney vì cáo buộc tham nhũng.
Collor và Franco đã giành chiến thắng trong cuộc bầu cử rất sít sao trước người sau này trở thành Tổng thống (2003–2010), Luiz Inácio Lula da Silva.
Khi còn đương chức, Franco đã đoạn tuyệt với Collor, nhiều lần đe dọa từ chức vì ông không đồng ý với một số chính sách của Tổng thống, đặc biệt là về tư nhân hóa, và công khai lên tiếng phản đối.
Vào thứ Ba, ngày 29 tháng 9 năm 1992, Collor bị buộc tội tham nhũng và bị Quốc hội luận tội. Theo Hiến pháp Brazil, quyền lực của tổng thống bị luận tội bị đình chỉ trong 180 ngày. Do đó, Franco trở thành quyền tổng thống vào ngày 2 tháng 10 năm 1992. Collor từ chức vào ngày 29 tháng 12 khi rõ ràng là Thượng viện sẽ kết tội và phế truất ông, lúc đó Franco chính thức nhậm chức tổng thống.
Khi ông trở thành quyền tổng thống, mặc dù đã làm phó tổng thống gần ba năm, các cuộc thăm dò cho thấy phần lớn dân chúng không biết ông là ai.

### Tổng thống (1992-1994)

#### Chính sách đối nội và phong cách tổng thống

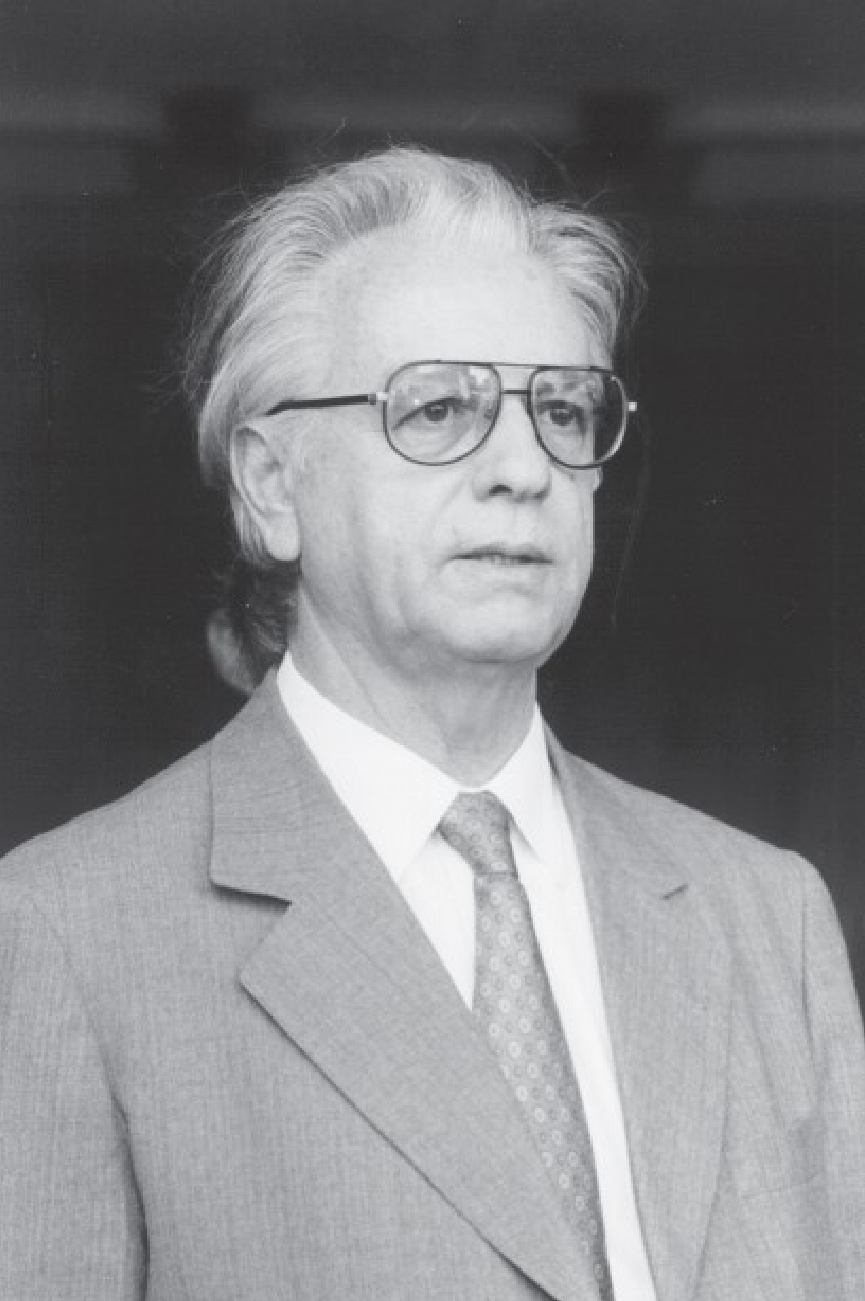
Franco năm 1993

Franco lên nắm quyền khi Brazil đang ở giữa cuộc khủng hoảng kinh tế nghiêm trọng, với lạm phát lên tới 1.110% vào năm 1992 và tăng vọt lên gần 2.400% vào năm 1993. Franco nổi tiếng là một nhà lãnh đạo hay thay đổi, nhưng ông đã chọn Fernando Henrique Cardoso làm Bộ trưởng Tài chính của mình , người đã đưa ra "Plano Real" giúp ổn định nền kinh tế và chấm dứt lạm phát.
Trong một cử chỉ bất thường, [cần dẫn nguồn] ngay trước khi nhậm chức, Franco đã trao cho các thượng nghị sĩ một tờ giấy trên đó ông liệt kê giá trị tài sản ròng và tài sản cá nhân của mình. Ban đầu, tỷ lệ tán thành của ông ấy đạt 60 phần trăm.
Sau nhiệm kỳ Tổng thống Collor gặp khó khăn, Franco nhanh chóng thành lập một nội các cân bằng về chính trị và tìm kiếm sự ủng hộ rộng rãi trong Quốc hội.
Trong nhiệm kỳ tổng thống của ông, vào tháng 4 năm 1993, Brazil đã tổ chức một cuộc trưng cầu dân ý đã được thông báo từ lâu để xác định hệ thống chính trị (duy trì nền Cộng hòa hay khôi phục Chế độ quân chủ) và hình thức chính phủ (hệ thống tổng thống hoặc nghị viện). Hệ thống của Đảng Cộng hòa và hệ thống tổng thống lần lượt chiếm ưu thế bởi đa số lớn. Franco luôn ưa thích chính phủ nghị viện hơn.
Năm 1993, Franco chống lại lời kêu gọi từ nhiều văn phòng quân sự và dân sự khác nhau nhằm đóng cửa Quốc hội (được một số nguồn mô tả là một "âm mưu đảo chính").
Chính quyền của ông được ghi nhận vì đã khôi phục tính toàn vẹn và ổn định trong chính phủ, đặc biệt là sau nhiệm kỳ tổng thống Collor gặp khó khăn. Bản thân Tổng thống luôn giữ danh tiếng về sự trung thực và phong cách cá nhân của ông được coi là rất khác với Collor, người đã thực hiện "vai trò tổng thống đế quốc và nghi lễ". Mặt khác, hành vi cá nhân của Franco đôi khi được mô tả là thất thường và lập dị.
Cuối năm 1993, Franco đề nghị từ chức để kêu gọi một cuộc bầu cử sớm hơn, nhưng Quốc hội đã từ chối.
Vào cuối nhiệm kỳ, tỷ lệ chấp thuận công việc của Franco tăng vọt lên gần 80–90%. Cho đến tháng 5 năm 2016, Franco vẫn là Tổng thống cuối cùng của Brazil không được bầu như vậy.

#### Chính sách đối ngoại
Mặc dù đôi khi được mô tả là "một người có kỹ năng ngoại giao hạn chế", Franco được ghi nhận là người đã đưa ra ý tưởng về một khu vực thương mại tự do bao trùm toàn bộ Nam Mỹ, được các nhà lãnh đạo như Tổng thống Hoa Kỳ Bill Clinton ca ngợi.
Cũng trong thời kỳ Chính phủ của mình, Brazil đã phê chuẩn các hiệp ước quan trọng (ví dụ như Hiệp ước Tlatelolco và một thỏa thuận bốn bên cũng liên quan đến Argentina và Cơ quan Năng lượng Nguyên tử Quốc tế về các biện pháp bảo vệ toàn diện), đưa Brazil vào con đường không phổ biến vũ khí hạt nhân.

### Hậu Tổng thống

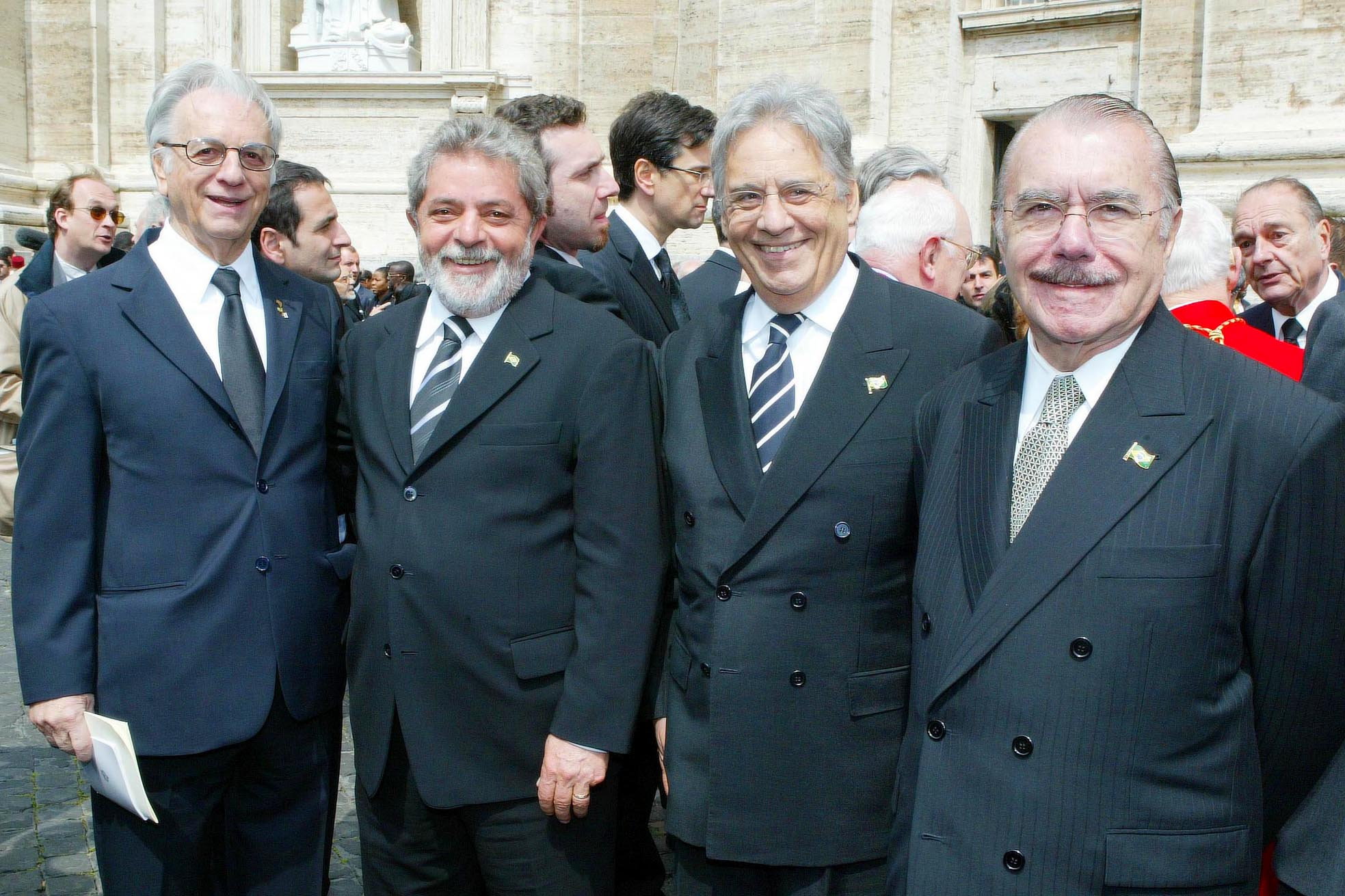
Tổng thống Itamar Franco, Luiz Inácio Lula da Silva, Fernando Henrique Cardoso vàJosé Sarney tại tang lễ Pope John Paul II năm 2005

Franco bị cấm tranh cử cả nhiệm kỳ vào năm 1994. Bất cứ khi nào một phó tổng thống Brazil phục vụ một phần nhiệm kỳ của tổng thống, thì điều đó được coi là cả nhiệm kỳ và vào thời điểm đó, các tổng thống Brazil bị cấm tái đắc cử ngay lập tức. Fernando Henrique Cardoso trở thành ứng cử viên chính thức (đôi khi được mô tả là người do Franco lựa chọn) để kế nhiệm Franco và được bầu làm tổng thống vào cuối năm 1994. Tuy nhiên, Franco nhanh chóng trở thành người chỉ trích gay gắt chính phủ của Cardoso và không đồng ý với chương trình tư nhân hóa. Sau đó, ông làm đại sứ tại Bồ Đào Nha ở Lisbon và sau đó là đại sứ của Tổ chức các Quốc gia Châu Mỹ ở Washington, DC, cho đến năm 1998.

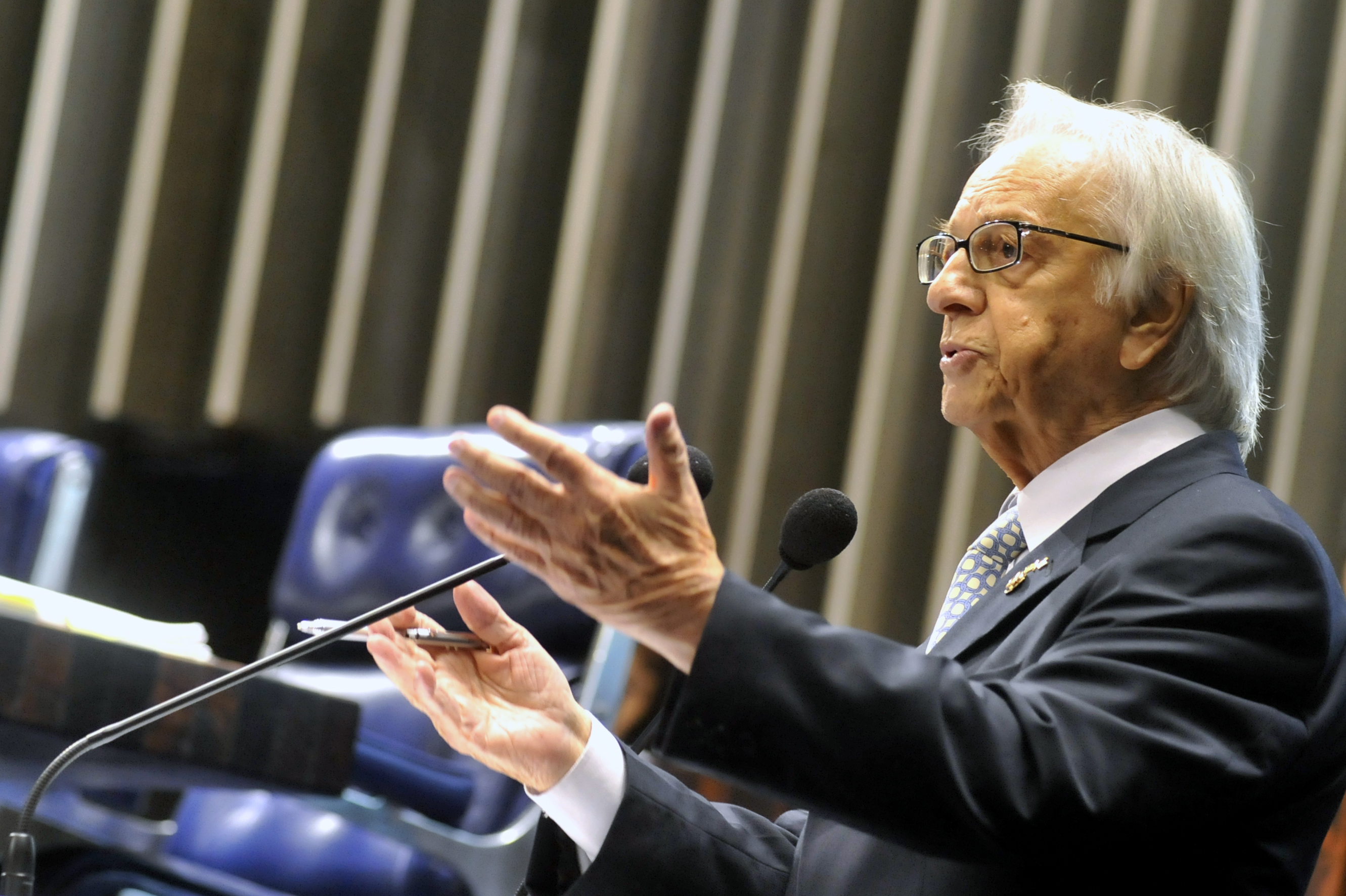
Franco năm 2011

Franco đã cân nhắc tranh cử tổng thống vào năm 1998, nhưng cuối cùng đã rút lui sau khi những thay đổi hiến pháp cho phép Cardoso tái tranh cử. Tuy nhiên, ông đã được bầu làm thống đốc của Minas Gerais vào năm 1998 chống lại người đương nhiệm được Cardoso hỗ trợ một cách long trời lở đất, và ngay sau khi nhậm chức, ông đã ban hành lệnh cấm thanh toán nợ nhà nước, làm trầm trọng thêm cuộc khủng hoảng kinh tế quốc gia. Itamar Franco giữ ghế thống đốc cho đến năm 2003 (từ chối tái tranh cử và ủng hộ ứng cử viên chiến thắng cuối cùng là Aécio Neves) và sau đó là đại sứ tại Ý, cho đến khi rời vị trí này vào năm 2005. Trong cuộc bầu cử tổng thống năm 2002, Franco tán thành Luiz Inácio Lula da Silva, người đã đắc cử, ngay cả khi ông ta, một lần nữa, từ chối tranh cử.
Không thành công trong việc tìm kiếm đề cử tổng thống PMDB ở tuổi 76 vào năm 2006, ông đã ủng hộ Geraldo Alckmin chống lại Lula, mặc dù đã được xem xét lại, dù tuổi đã cao, với tư cách là ứng cử viên Tổng thống vào năm 2010.
Thay vào đó, Franco tranh cử để trở thành Thượng nghị sĩ từ Minas, và giành chiến thắng trong cuộc đua cùng với Neves.

## Đời sống
Franco ly hôn năm 1978 và có hai con gái.  Trước và trong nhiệm kỳ tổng thống của mình, ông nổi tiếng là một người đàn ông của phụ nữ và cuộc sống cá nhân của ông là chủ đề thu hút sự quan tâm lớn của công chúng.
Ông là tác giả của khoảng 19 tác phẩm đã xuất bản, từ thảo luận về năng lượng hạt nhân đến truyện ngắn.

### Qua đời
Được chẩn đoán mắc bệnh bạch cầu, Franco được đưa vào Bệnh viện Albert Einstein, ở São Paulo, vào ngày 21 tháng 5 năm 2011. Vào ngày 28 tháng 6, sinh nhật lần thứ 81 của ông, tình trạng của ông trở nên tồi tệ hơn và ông bị viêm phổi nặng, được đưa đến ICU và được thở máy. Ông qua đời vào sáng thứ Bảy, ngày 2 tháng 7 năm 2011, sau một cơn đột quỵ. Tổng thống Dilma Rousseff tuyên bố bảy ngày quốc tang. Sau khi nằm tại thị trấn Juiz de Fora, cơ sở chính trị của ông, và ở Belo Horizonte, thủ phủ của Minas Gerais, thi thể của ông được hỏa táng vào thứ Hai, ngày 4 tháng 7 năm 2011, tại Contagem, trong khu vực đô thị của thành phố đó.